# Pallacanestro alla XXIV Universiade - Torneo maschile
Il Torneo di pallacanestro maschile della XXIV Universiade si è svolto a si è svolto a Bangkok, Thailandia, nel 2007.

## Classifica
| -       | Paese         | Formazione |  |
| ------- | ------------- | --- |  |
| Oro     | Lituania      | Lituania universitariaAlijevas, Anisimovas, Babrauskas, Jasikevičius, Kalnietis, Kavaliauskas, Kurtinaitis, Mačiulis, Prekevičius, Šilinskis, Sinica, Vasylius, All. Mindaugas Lukošius |  |
| Argento | Serbia        | Serbia universitariaAleksić, Borovnjak, Duvnjak, Ivanović, Mičić, Mijajlović, Milošević, Paunić, Rakić, Simonović, Vitkovac, Vukosavljević, All. Aleksandar Kesar                       |  |
| Bronzo  | Canada        | Bekkering · Blackwood · Davis · Galick · Gallimore · Gibson-Bascombe · MacDonald · McNeilly · Morin · Morrison · Paulhus-Gosselin · Shepherd · All.: Chris O'Rourke                     |  |
| 4.      | Giappone      | |  |
| 5.      | Turchia       | |  |
| 6.      | Russia        | |  |
| 7.      | Germania      | |  |
| 8.      | Corea del Sud | |  |
| 9.      | Stati Uniti   | Stati UnitiColeman, Josten, Viet, Brown, Reed, Ahelegbe, Eglseder, Haak, Koch, Dunham, Molstead, All. Ben Jacobson                                                                      |  |
| 10.     | Israele       | |  |
| 11.     | Finlandia     | |  |
| 12.     | Grecia        | |  |
| 13.     | Messico       | |  |
| 14.     | Ucraina       | |  |
| 15.     | Nuova Zelanda | |  |
| 16.     | Cina          | |  |
| 17.     | Australia     | |  |
| 18.     | Rep. Ceca     | |  |
| 19.     | Brasile       | |  |
| 20.     | Taipei cinese | |  |
| 21.     | Kazakistan    | |  |
| 22.     | Thailandia    | |  |
| 23.     | Angola        | |  |
| 24.     | Sudafrica     | |  |